# 西进运动
西进运动（Westward Movement）是指美东居民向美西地区迁移和进行开发的群众性运动，始于美国独立之後的18世纪末，终于19世纪末20世纪初。此运动大大促进了美国軍事與经济的发展，西进运动是美国拓宽疆土，吞并土地的一种推進行为，由於美東的土地與資源有限，美國人掀起了长达一个世纪的西进运动。它开发了如今的美国西部地区，也使美國變成一個軍事大國，但也消灭了众多原生生物與印地安部族。

## 簡介
美国除了民眾的西進，政府也積極向密西西比河以西扩张，用购买和战争手段兼并了法国、西班牙、英国的殖民地和墨西哥的大片国土。美國政府也積極對印地安人地區下手，1830年5月，美国总统安德鲁·杰克逊签署《印第安人迁移法案》，把印第安人押送出密西西比河以东地区。
在南北戰爭之前，大批移民到西部拓荒，客观上扩大了国内市场，破坏了自由州与蓄奴州的平衡，为北方人內战的胜利打下基础。南北战争爆发后，聯邦为鼓勵人民参與對抗美利堅聯盟國，亚伯拉罕·林肯总统签署了《宅地法》。该法是美国西部开发中最具民主色彩的土地政策，它使大批百姓获得土地，大大促进西部的开发。
西进运动对美国的政治、经济生活都有重大的影响。广大的西部土地并入美国，使美国成为幅员辽阔、自然资源丰富的国家；西部的开拓，带动了大规模铁路的建筑和大批移民的流入，使美国形成了广大的国内市场。从某种意义上说，没有西进运动，就没有后来美国在资本主义世界举足轻重的地位。
但是，随着西进运动的进行，大量印第安人遭屠杀，其他的被强迫迁移至贫瘠地区。并由此发生了第二次塞米诺尔战争。印第安人被迫迁徙之路也被称为印第安人的“血泪之路”。

## 纪念物
- 聖路易斯拱門

## 文件
- Cherokee Indian Removal Debate U.S. Senate, April 15-17, 1830
- Winfield Scott's Address to the Cherokee Nation, May 10, 1838
- Gen. Winfield Scott's Order to U.S. Troops

## 記錄片
- The Trail of Tears: Cherokee Legacy（英语：The Trail of Tears: Cherokee Legacy） (2006) - directed by Chip Richie; narrated by James Earl Jones

## 外部連結
- Trail of Tears List - a report to the U.S. Senate
- Remote Sensing Technology to Understanding the Choctaw Removals
- Trail of Tears National Historic Trail (U.S. National Park Service) （页面存档备份，存于）
- Trail of Tears Association
- The North Little Rock Site: Interpretive Contexts Chickasaw
- Seminole Tribe of Florida History: Indian Resistance and Removal
- Muscogee (Creek) Removal （页面存档备份，存于）
- Cherokee Heritage Documentation Center
- Cherokee Nation Cultural Resource Center
- Trail of Tears - The Dream We Dreamed
- Cherokee Indian Removal, Encyclopedia of Alabama
- The Trail of Tears and the Forced Relocation of the Cherokee Nation, a National Park Service Teaching with Historic Places (TwHP) lesson plan （页面存档备份，存于）
- Trail of Tears Roll （页面存档备份，存于）, Access genealogy